# Петров, Каспар
Каспар Петров (латыш. Kaspars Petrovs; род. 1978, Гробиня, Лиепайский район) — латвийский серийный убийца. Обвинялся в 38 убийствах, однако суду удалось доказать только 13 преступлений. Самый «кровавый» убийца в Латвии. Уголовный процесс по делу Каспара Петрова назвали самым громким в истории Латвии. Такого количества жертв не было ни на счету убийц-одиночек, ни в делах преступных группировок.

## Биография
Каспар Петров — выходец из интеллигентной семьи. Родители медики, в семье было десять детей. В семье, по его словам, был не самым благополучным. В 1998 году Петров был условно осуждён на три года тюрьмы за кражу.

## Убийства
Петров убивал своих жертв в Риге с октября 2002 года по февраль 2003 года. Почти во все квартиры Петров проникал под видом мастера газовой службы, душил хозяек и забирал все ценные вещи. По данным прокуратуры, добыча преступника в результате 38 убийств составила около 30 тысяч долларов.

Отвлекая пенсионерку просьбой показать квитанции об оплате, он доставал заранее приготовленную тряпку или полотенце, накидывал на шею жертве и душил. После этого он клал тело на диван, прикрывал одеялом и обшаривал квартиру в поисках денег.
— Рижская прокуратура
Мотивом убийства также считается теория Дарвина в интерпретации самого Петрова. Убийца пытался подвести «прочную теоретическую базу» под свои убийства, ссылаясь на учение Чарльза Дарвина, что человеческое общежитие, как и животный мир, якобы подчиняется естественному отбору, где право жить имеет лишь сильнейший. Петров считал себя сильнее пенсионерок, поэтому они должны были умереть. Так, например, жизнь 89-летней Люции П. он оценил в пять банок рыбных консервов, пару луковиц и одну головку чеснока.

## Задержание
Преступника удалось задержать случайно — на книге, стоявшей на полке в доме у убитой пенсионерки, полиция обнаружила отпечаток пальца. Проверив его по базе, следствие вышло на ранее (условно) судимого Каспара Петрова. Уже на следующий день, 3 февраля 2003 года он был задержан. Судмедэкспертиза признала его вменяемым.

## Суд
Материалы уголовного дела заняли 25 томов. Каспар Петров обвинялся в 38 убийствах, однако обвинению удалось доказать только 13 преступлений. Всё по той причине, что родственники жертв не разрешали проводить эксгумацию тела: они считали, что смерть наступила естественным путём, и, не подозревая криминальный характер смерти, хоронили. Сам Петров подтвердил, что убил всех 38 женщин. Петрова также обвиняли в восьми покушениях на убийство — нескольким женщинам после нападения удалось выжить. На суде маньяк признал свою вину почти по всем пунктам обвинения, но отметил, что убивать старушек не хотел. Все деньги Петров тратил на девушек легкого поведения и подарки для своих подружек. Перед вынесением приговора в мае 2005 года маньяк произнес проникновенную речь. В своем последнем слове он выразил сожаление о содеянном, попросил прощения у пострадавших и обвинил в своих неудачах семью. Петров рассказал, что с детства отличался от остальных детей в семье.

Всю жизнь я чувствую, что в семье я другой. Мне не хватало внимания, и я старался компенсировать это своими выходками и проказами. Но семье мои проблемы казались мелкими, поэтому я искал успокоения в книгах и создавал мир своей фантазии, поэтому перестал различать, где фантазия, а где реальность. Окружающая среда для меня не существовала.

Я понимаю, что трудом так много не заработаю, чтобы достичь того, чего от меня хотела семья. Поэтому я стал на преступный путь. Все это я, конечно, делал без особой радости, мне самому было противно, но я впал в азарт и не мог остановиться. Я хотел только грабить, но не убивать. И не задумывался, что это старушки.
— речь Каспара Петрова на суде
Председательствующая на процессе судья Мара Черкасова зачитывала приговор в течение трех дней, начиная с 10 мая, так как подсудимый постоянно жаловался на сильные головные боли и заседания приходилось прерывать. 12 мая 2005 года Рижский окружной суд признал Каспара Петрова виновным и приговорил его к пожизненному заключению. Наказание Петров отбывает в тюрьме «Белый лебедь».
Через два года после заключения Каспар Петров продал свои мемуары телеканалу РТР, за право снять документальный фильм о нём Петрову заплатили 1 тыс. латов.